# Paectes subapicalis
Paectes subapicalis är en fjärilsart som beskrevs av Walker 1858. Paectes subapicalis ingår i släktet Paectes och familjen nattflyn. Inga underarter finns listade i Catalogue of Life.